# マーク・ニールセン
マーク・ニールセン（Mark Nielsen、1977年10月8日 - ）は、ニュージーランドのオークランド出身の男子プロテニス選手。デビスカップニュージーランド代表。世界ランクの自己最高は2000年の5月15日に記録した172位。イカイに所属しておりニュージーランドの大会の他にも日本の大会にも多く出場した。日本ランクでも5位に入ったことがある。
2006年1月12日に行われたドーピング検査でフィナステリドに陽性を示し、出場停止を余儀なくされた。
4大大会では11回予選に挑戦したが、本戦に出場することは出来なかった。